# Cal Smith
Calvin Grant Shofner (Gans, Oklahoma; 7 de abril de 1932-Branson, Misuri; 10 de octubre de 2013), conocido profesionalmente como Cal Smith, fue un músico de country estadounidense, conocido por su hit de 1974 «Country Bumpkin».

## Biografía
Smith nació el 7 de abril de 1932, en Gans, Oklahoma, y fue criado en Oakland, California. Comenzó su carrera musical tocando en el Cafe Remember Me en San Francisco a la edad de 15 años, pero no fue un éxito financiero en un primer momento. A lo largo de la década de 1950, no pudo continuar su carrera musical, por lo que trabajó en varias otras labores como camionero y domador de caballos. Apareció en el programa de televisión de California Hayride a mediados de la década de 1950 antes de cumplir dos años en el ejército.

## Vida personal
En la década de 1980, Smith invirtió en los Nashville Sounds, un equipo de béisbol de ligas menores.
Smith y su esposa, Darlene, vivían en la zona de Branson, Misuri.
Smith murió en Branson el 10 de octubre de 2013. Le sobreviven su esposa, hijo, cinco nietos y 15 bisnietos.